# Караїмський цвинтар (Севастополь)
Караїмський національний цвинтар — пам'ятка історії, на якому поховані представники караїмської ідентичності. Цвинтар знаходиться на території міста Севастополя, на вулиці Пожарова. Заснований у 1856 році, закритий у 1965 році разом з єврейським національним цвинтарем.

## Розташування
Караїмський національний цвинтар знаходиться поруч з єврейським національним цвинтарем. Через це у різноманітних джерелах можна знайти помилкові зазначення на його розташування. Караїмське кладовище знаходиться нижче, ближче до вулиці Пожарова.

## Історія
Караїмський цвинтар виник через наполегливість караїмської громади Севастополя в середині ХІХ століття, після Кримської війни у 1856 році. Під час досліджень цвинтаря виявлено, що перше з прочитаних датувань поховання припадає на 1863 рік. На початку ХХ століття на гроші караїмського мецената Йосипа Бурназа споруджено будинок для охорони цвинтаря та проведення обрядів караїмами. Ці приміщення знесенні у 1999 році при будівництві АЕС. Вперше кладовище нанесене на генеральний план Севастополя у 1887 році. Землетрус 12 вересня 1927 року, а потім і сильна злива у вересні 1928 року нанесла значні пошкодження  . Кладовище закрите у 1965 році . 11 листопада 2010 року вандали сплюндрували караїмське кладовище Севастополя. Станом на 2015 рік караїмський національний цвинтар перебуває в занедбаному стані.

## Поховання
На караїмському цвинтарі виявлено 715 надгробків, які своєю чергою поділені на 15 типів. Надписи саркофагів написані давньоєврейською та подвійною — російською та давньоєврейською мовами. На кладовищі знайдені і кенотафи. Поховання не проводяться .